# Сао Жоао де Мерити
Сао Жоао де Мерити (порт. São João de Meriti) град је у Бразилу у савезној држави Рио де Жанеиро. Према процени из 2007. у граду је живело 464.282 становника.

## Становништво
Према процени из 2007. у граду је живело 464.282 становника.
| 1991.   | 2000.   |
| ------- | ------- |
| 425,772 | 449,476 |